# Lambda Tauri
Lambda Tauri (35 Tauri) é uma estrela binária na direção da constelação de Taurus. Possui uma ascensão reta de 04h 00m 40.82s e uma declinação de +12° 29′ 25.4″. Sua magnitude aparente é igual a 3.41. Considerando sua distância de 370 anos-luz em relação à Terra, sua magnitude absoluta é igual a −1.87. Pertence à classe espectral B3V + A. É uma estrela variável algol.